# Jakob Olsson
Jakob Olsson (Myckleby, 14 agosto 1991) è un ex calciatore svedese, di ruolo centrocampista.

## Carriera

### Club
Olsson cominciò la carriera con la maglia dell'Örgryte, per poi passare al GAIS. Con questa maglia ebbe l'opportunità di esordire nell'Allsvenskan: il 31 marzo 2012, infatti, fu titolare nel pareggio a reti inviolate contro l'Häcken. Il 6 aprile arrivò la prima rete nella massima divisione svedese, nella sconfitta per 2-1 sul campo dell'Åtvidaberg. Il GAIS chiuse la stagione all'ultimo posto in classifica, retrocedendo così nella Superettan. Il 17 dicembre 2012 fu annunciato il passaggio di Olsson ai norvegesi del Sandnes Ulf, con la formula del prestito, a partire dal 1º gennaio successivo. Il Sandnes Ulf ottenne anche un'opzione per l'acquisto a titolo definitivo. Esordì nell'Eliteserien il 17 marzo, sostituendo Anel Raskaj nella sconfitta per 2-0 sul campo dello Strømsgodset. Il 12 agosto 2013 passò al Ljungskile, dove rimase fino al termine della stagione 2019 (fatta eccezione per la mezza stagione in prestito al Varberg) giocando fra seconda e terza serie.